# 센다가야 일본어 연구소
센다가야 일본어 연구소(일본어: 千駄ヶ谷日本語教育研究所)는 1975년 도쿄 시부야구 센다가야에 설립된 일본어 교육 단체이다. 시부야에 본교가 있으며, 도쿄의 신주쿠구에 서교와 센터교, 토시마구에 토시마교, 요코하마에 요코하마 분교가 있으며, 서울시 서초구에 한국 사무소가 있다.

## 특징
목적에 따라 진학/일본어능력시험/일본어 코스 세 가지 중에서 선택하여 수업을 받을 수 있다. 2년 기한의 유학 비자가 발급되며, 교육기관으로 교통비 할인도 받을 수 있다. 이오기(井荻)와 사기노미야(驚宮)에 기숙사가 있다.
본교와 서교는 일본어교사 양성 과정을 운영 중이다. 수업을 위해 자체 교재를 출판하고 있다.